# Senario di Avranches
Senario (... – Avranches, VI secolo) è stato vescovo della diocesi di Avranches nel VI secolo circa, venerato come santo dalla Chiesa cattolica.
Non si conosce pressoché nulla di questo santo vescovo. I più antichi cataloghi episcopali di Avranches, pongono all'inizio della serie episcopale cinque santi: Leontius, Paternus, Sinerius (chiamato anche Senator), Severus e Authbertus. Di questi, solo Paterno e Autberto possono essere inquadrati cronologicamente. Inoltre le tradizioni che fanno di Senario un vescovo di Avranches sono tardive (XV secolo) e gli stessi autori collocano il suo episcopato in modo diverso, in un arco di tempo che va dalla metà VI secolo al secondo trentennio del VII secolo.
L'odierno Martirologio Romano, riformato a norma dei decreti del concilio Vaticano II, ricorda il santo vescovo il 18 settembre con queste parole: